# Mount Verne
Mount Verne är ett berg i Antarktis. Det ligger i Västantarktis. Argentina, Chile och Storbritannien gör anspråk på området. Toppen på Mount Verne är 1 645 meter över havet.
Terrängen runt Mount Verne är kuperad söderut, men norrut är den bergig. Havet är nära Verne söderut. Mount Verne är den högsta punkten i trakten. Trakten är obefolkad. Det finns inga samhällen i närheten. 